# Palacio de los deportes de Torrevieja
Palacio de los deportes de Torrevieja är en sporthall i Torrevieja, Valenciana, Spanien. Den används mest för handbollsmatcher och är hemmaplan för BM Torrevieja. Arenan tar 4 500 personer.